# Stéphane Mallat
Pour les articles homonymes, voir Mallat.
Stéphane G. Mallat, né à Suresnes le 24 octobre 1962, est un chercheur en mathématiques appliquées spécialiste du traitement du signal. 
Il reçoit le Grand Prix Sciences de l'information de la Fondation d'entreprise EADS en 2007 remis en collaboration avec l'académie des sciences ainsi que le prix Blaise-Pascal en 1997.

## Biographie

### Formation
Après avoir obtenu son doctorat en 1988 à l’université de Pennsylvanie, Stéphane Mallat contribue à l'essor de la « théorie des ondelettes » fondée par Yves Meyer, théorie qui révolutionne l’analyse harmonique et le traitement du signal.

### Carrière
Il a été successivement professeur au Courant Institute of Mathematical Sciences à New York, à l’École polytechnique (Centre de mathématiques appliquées) puis à l’ENS (département d'informatique) à Paris.
En parallèle, il fonde la start-up Let It Wave en 2001 qu’il préside jusqu’à son rachat en 2008 par Zoran Coporation.

### Distinctions
En 2014, il est élu à l'Académie des sciences sur un siège interdisciplinaire à l'interface entre mathématiques et sciences mécaniques et informatiques.
En 2017, il est élu au Collège de France et donne sa leçon inaugurale le 11 janvier 2018.

### Décorations
- Officier de la Légion d'honneur (2023)[6], chevalier (2008)

## Travaux scientifiques
Stéphane Mallat a contribué d'une manière fondamentale au développement de la théorie des ondelettes avec des applications comme l'imagerie médicale, la détection des ondes gravitationnelles, le cinéma numérique, le codage numérique. Il a collaboré avec Yves Meyer pour développer l'analyse en multirésolution et il a introduit l'algorithme de transformée en ondelettes rapide (en).
Il a introduit la notion de représentation parcimonieuse de signaux dans des dictionnaires redondants, avec l'algorithme de matching pursuit (en) utilisé en traitement du signal et pour l'apprentissage, ainsi que les bases orthogonales de bandelets (en) pour capturer la géométrie des images et à l'origine de la création de Let It Wave.
Ses recherches actuelles portent sur l'apprentissage profond et la transformée en scattering.[réf. nécessaire]

## Publications
- (en) A Theory for Multiresolution Signal Decomposition: The Wavelet Representation, IEEE Transactions on Pattern Analysis and Machine Intelligence, volume 11, n° 7, p. 674-693
- (en) Matching Pursuits With Time-Frequency Dictionaries, IEEE Transactions on Signal Processing, volume 41, n° 12, décembre 1993, p. 3397-3415
- (en) A wavelet tour of signal processing: the sparse way, Academic Press, 2009  (ISBN 978-0-12374370-1)
- Sciences des données, leçons inaugurales du Collège de France, Fayard, 2019  (ISBN 978-2-21370973-4)